# (18301) Konyukhov
(18301) Konyukhov est un astéroïde de la ceinture principale.

## Description
(18301) Konyukhov est un astéroïde de la ceinture principale. Il fut découvert le 27 août 1979 à Naoutchnyï par Nikolaï Tchernykh. Il présente une orbite caractérisée par un demi-grand axe de 2,25 UA, une excentricité de 0,18 et une inclinaison de 3,2° par rapport à l'écliptique.

## Compléments